# 神部冬馬
神部 冬馬（かんべ とうま、1978年12月14日 - ）は、東京都出身のシンガーソングライター、ラジオパーソナリティ、タレント。

## 人物・来歴
ソロで活動するフォークソングのシンガーソングライター。ラジオパーソナリティとしても活動を行い、近年はバラエティ番組や舞台にも出演している。
父は音楽プロデューサーの神部和夫、母はフォークシンガーのイルカ、母方の祖父はサックス奏者の保坂俊雄、イラストレーターの月下推敲は娘である。2015年12月19日放送のバラエティ番組『有吉反省会』（日本テレビ）に出演して、イルカ離れができないことを反省し、禊として一時的にクジラに改名した。
名前の由来は冬に生まれたことによるものであり、また、母イルカは漫画『トーマの心臓』の大ファンだったためとも語っている。出生翌年の1979年9月にリリースされた母イルカのアルバム「いつか冷たい雨が」の中で「冬の馬」という曲が発表されている。
プライベートでは、2012年に一般女性と結婚し、2019年4月には双子の男児と女児が誕生している。

## エピソード

### ヴァンフォーレ甲府
- ある時訪れて偶然知ったJリーグの加盟クラブであるヴァンフォーレ甲府にハマってサポーターとなり、足しげく通う様になる。ゴール裏で応援していたところをクラブに発見され、公式シンガーを依頼される。
- 公式応援歌である「君は青い風/泥だらけの靴」を歌う歌手として、クラブのマスコットのヴァンくん、フォーレちゃんとともにイベントや試合会場で演奏したりする傍ら、一サポーターとして運営のボランティアにも参加している。
- 2015年度よりヴァンフォーレ後援会会長をつとめている[7]。

### 山梨県での活動
- 居住地は東京都だが、ライブやテレビ・ラジオ出演など山梨県内で広く活動している。
- 2010年に山梨県公認のPR大使であるやまなし大使に任命される。
- 山梨県富士河口湖町の特別町民である母イルカが、河口湖ステラシアターで毎年開催しているコンサートに出演している。
- 2013年12月6日から3日間行われた「第13回全国障害者芸術・文化祭やまなし大会」テーマソング[8]の作詞作曲を担当した。
- 2014年1月と10月に山梨県立図書館で行われた朗読劇に出演した[9][10]。
- 2016年に山梨県立高等支援学校「桃花台学園」の校歌[11]を作成する。

### ラジオとの関わり
- ラジオは中学生ぐらいの頃から好きで、いずれ自分でもやりたいと思っていた。最初に『江原啓之の幸せのレッスン』（ニッポン放送）に出演したのは2007年、メジャーデビュー前であった。その後エフエム甲府を皮切りにレギュラー番組を各局で担当することになる[12]。
- 山梨県内の各ラジオ局で番組を担当しているが、2023年4月時点で一番長時間生放送を担当していることが判明した[13]。

### その他
- 『アメリカ横断ウルトラクイズ』（日本テレビ系列）のファンであることを公言しており、視聴し始めたのは幼稚園児の頃、1984年の第8回からで、次の第9回は録画したビデオテープが擦り切れるほど観て全ての問題の答えを覚えたほどだったという。そのウルトラクイズ出場者たちとも、SNSを通じたり、中には直接会ったりして交流を持っている。やっと年齢的に出場資格を得た『今世紀最後!』には応募したものの、抽選漏れで参加できなかったという（なお『全国高等学校クイズ選手権』は3年全て出場したと話している）。その後もクイズ熱は冷めず、山梨放送で“主宰”を務めた『しゃべり手育成オーディション 山梨ラジオアカデミー』の企画は、ウルトラクイズの勝ち抜けシステムを参考にしたという。そしてラジオ番組でのトークについても、ウルトラクイズの出題・リポーターであった福留功男の語り口を参考にしていると話している[14]。

## 楽曲

### アルバム
| 発売日         | タイトル                     | 規格品番   | 収録曲 | 備考 |
| -------------- | ---------------------------- | ---------- | --- | --- |
| 2007年11月21日 | もうひとつのクリスマスソング | QACJ-30004 | 1. Great Memory of Christmas 2. おでこのキス 3. もう1つのクリスマス 4. 小さなサンタクロース 5. melt 6. ファーストクリスマス 7. NIGHT FLIGHT 8. ベテルギウス 9. Holy☆Star 10. 冬の彩り 11. 冬の神様 12. はらはらと 13. ひとつぼし 14. My Angel | オムニバスアルバム（参加アーティスト：Yellow Star、Emi Kasai、玉城ちはる、渡辺大地、タイラヨオ、ヒロシゲシンスケ、cLOTTeD cReAM、Takako (ヴォーカル)、夢沙、神部冬馬、九龍、ウエサトモトシ） J'sプロデュース |
| 2008年3月19日  | 小さき者                     | FLCF-4227  | 1. 小さき者 2. 一期一会 3. 一歩上へ 4. 始まりの終わり 5. 365日 6. 教訓 7. 小さき者 -Reprise- | FOR LIFE MUSIC ENTERTAINMENT(FLME) |
| 2011年03月04日 | ESCAPISM                     | KTI-1001   | 1. 都会のメロディ 2. グッモーニン 3. 僕は元気です 4. 三軒茶屋の月 5. ひまわり 6. 一人旅 7. ぼくらのじてんしゃ 8. 鳴らないギター 9. 門出 10. 君は青い風 11. みんなへ 12. 出会い                                                                | イルカオフィス |
| 2013年02月20日 | Boarding Pass                | KTI-1002   | 1. Boarding Pass 2. ベテルギウス-2013- 3. 窓際オフィス 4. 独り想いのシアワセ 5. 記念日 6. 勝負弁当 7. 今年の夏 8. 井の頭公園 | イルカオフィス |
| 2016年07月06日 | 夢みるくじら                 | BZCS-1135  | 1. ぶどう畑で恋をして 2. 初恋雪 3. 風をあつめて 4. 夢のつづき 5. いつまでも 6. 夏空に輝け 7. 僕だけの行進曲 8. 空飛ぶくじら | ベルウッドレコード |

## 出演

### ラジオ
出典
凡例 ［生］：生放送、［再］：再放送
- YBSラジオ
  - ミュートレック〜MuTrek〜
    - 2023年4月 -  2024年3月、土曜［生］9:00 - 12:50
    - 2024年4月 -  、土曜［生］9:00 - 13:00

  - みきことみかこのしあわせチャージRadio
    - 2021年4月 - 2024年3月[注 1]、月曜［生］19:30 - 20:00・日曜［再］22:00 - 22:30

  - しゃべり手育成オーディション 山梨ラジオアカデミー
    - 2022年4月5日 - 9月20日、火曜［生］18:30 - 19:00
    - 2022年9月26日 - 2023年3月27日、月曜［生］20:00 - 30

  - 神部冬馬のSunday Compass
    - 2020年1月5日 - 2020年12月27日、日曜9:30 - 45

  - フォネットプレゼンツ 『ミライへのうた』
    - 2019年1月6日 - 2021年3月28日、日曜9:45 - 55
    - 2021年4月3日- 2022年9月24日、土曜9:45 - 55

  - 神部冬馬の毎日がアニバーサリー
    - 2019年1月6日 - 12月29日、日曜9:30 - 45
- 八王子エフエム
  - 神部冬馬のトランスファーRadio
    - 2017年10月8日 - 、火曜23:00 - 24:00・隔週更新

  - 八王子芸術祭Radio『ハチタビの栞』
    - 2023年7月9日 - 10月8日、日曜21:00 - 55、水曜［再］12:00 - 55
- エフエム甲府
  - 763 KOFU LOCAL LINE
    - 2024年4月3日 - 、水曜［生］12:00 - 15:00

  - フリーダム！
    - 2015年4月1日 - 2018年3月28日、水曜［生］12:00 - 15:00
    - 2018年4月6日 - 、金曜［生］12:00 - 15:00

  - ヴァンフォーレ甲府 入れ込み 実況生中継
    - 試合開催日・月1回［生］

  - ケミかるベース
    - 2018年4月4日 - 2024年3月27日、水曜［生］12:00 - 15:00

  - 「水曜CRYSTAL STATION」
    - 2012年4月4日 - 2015年3月25日、水曜［生］12:00 - 15:00
- エフエムふじやま
  - 「神部冬馬のピースフルデイズ」
    - 2020年4月16日 - 、木曜［生］9:00 - 11:00

  - 「神部冬馬の三七のワイン広場」
    - 2022年7月14日 - 、木曜17:00 - 17:10
- 調布エフエム
  - 「神部冬馬 Music Passport」
    - 2011年10月2日 - 2014年9月28日、日曜12:00 - 13:00
- ニッポン放送
  - 「江原啓之の幸せのレッスン」
    - 2007年10月マンスリーゲスト、月曜 21:00 - 21:57

### 映画
- 「手紙」(2003年10月11日公開)[16]

### 舞台
- 「明るい介護ファミリー・モリモリ父ちゃん」 (2013年11月、社会福祉士役) [17]

- 「カーズドファミリー～月島家の人々～」 (2014年3月、外科医役) [18]

- ラジオドラマ風朗読劇「スナガレル」 (2014年5月) [19]

- 「意味のない音楽会2014」 (2014年12月) [20]

- ラジオドラマ風朗読劇 ミュージカル「吾が輩は狸である」 (2015年6月、2016年1月再演) [21][22]

- ミュージカル「ブルースな日々♪ 夢に向かって」 (2016年6月、メインボーカル)[23]
- 天然パーマネント第1回公演「どん底」（2023年7月22、23日、歌姫マリー役）[24]

その他、やまなし住みます芸人・いしいそうたろうとユニット「ストーンゴッド」 を組み、舞台を開催 （詳細は いしいそうたろう#演劇ユニット「ストーンゴッド」としての活動 の項を参照のこと。）

### テレビ
- 山梨放送「ててて!TV」
  - 2013年4月5日 - 2016年4月1日[26]、金曜MC
- テレビ東京系「THEカラオケ★バトル」
  - 2014年7月6日「有名歌手のDNA」[27]に出演。母親であるイルカの「なごり雪」を歌い優勝。
  - 2014年8月6日「ドラマ主題歌スペシャル」[28]に出演。斉藤和義の「やさしくなりたい」を歌い優勝。